# Sergio Estremera Paños
Sergio Estremera Paños, nascut el 25 de juny de 1962, és un jugador d'escacs espanyol, que té el títol de Mestre Internacional. Està casat amb la Gran Mestre Femenína (WGM) Mònica Calzetta Ruiz.
A la llista d'Elo de la FIDE de desembre de 2021, hi tenia un Elo de 2274 punts, cosa que en feia el jugador número 311 (en actiu) de l'estat espanyol. El seu màxim Elo va ser de 2405 punts, a la llista d'abril de 2001 (posició 2001 al rànquing mundial).

## Resultats destacats en competició
El 1996 es va proclamar campió d'Espanya absolut, a Zamora, per davant de Jesús M. de la Villa
Va participar representant Espanya en el Campionat d'Europa d'escacs per equips de 1997 a Pula.

## Entrenador, comentarista i organitzador
Estremera fa de comentarista d'esdeveniments escaquístics al servidor d'escacs playchess.com; és també entrenador d'escacs; entrena la seva muller, Mònica Calzetta, i també ha estat entrenador diversos cops de la selecció femenina d'escacs espanyola, a les Olimpíades de 1998 i de 2000, i als Campionats d'Europa de Batumi 1999 i Lleó 2001.
Com a organitzador d'esdeveniments escaquístics, és conegut com a promotor del Calvià Chess Festival